# Su Iside e Osiride
Su Iside e Osiride. (Περὶ Ἴσιδος καὶ Ὀσίριδος - De Iside et Osiride) è un'opera di Plutarco tramandata nei suoi Moralia

## Struttura
Il lavoro è dedicato a Clea, una donna colta e intelligente, sacerdotessa di Delfi, ai quali Plutarco aveva dedicato anche il suo De mulierum virtutibus. Si tratta, senza dubbio, di un'opera nata dalle discussioni con Clea in materia di religione e sull'atteggiamento giusto con cui avvicinarvisi.
Partendo dall'atteggiamento con cui accostarsi al dio da uomini saggi, Plutarco passa a trattare di Iside che, secondo lui, è «dea eletta per sapienza e amante di sapienza», cui è avverso Tifone, mostro e simbolo di malvagità. Su questo sfondo, Plutarco racconta a lungo i costumi del sacerdozio egizio, del quale Plutarco descrive abiti, usi, riti, regole di vita, collocandolo sempre, alla maniera greca, in una luce di razionalità. I capitoli 12-76, invece, sono dedicati all'esposizione allegorica del mito di amore e rinascita rappresentato, appunto, da Iside e suo marito Osiride.

## Analisi critica
La conoscenza che Plutarco aveva dell'Egitto non era profondaː anche se, infatti, lo aveva visitato, non è possibile dire quanto tempo vi fosse rimasto e quanto avesse imparato da libri e sacerdoti.
In effetti, una notevole fonte di informazioni a disposizione di Plutarco per questo testo erano i libri, a partire da Erodoto, dal quale, tuttavia, il nostro trae poco, probabilmente concentrando le sue ricerche su testi ritenuti più fededegni come Manetone e Ecateo di Abdera - quest'ultimo, fonte anche di Diodoro Siculo, con cui le informazioni plutarchee spesso concordano -. Una questione notevole nel trattato è data dai tentativi di Plutarco per spiegare la derivazione di varie parole, in particolare il suo tentativo di derivare parole egiziane da radici greche; ma in questo senso pecca non più di Platone, che ci ha dato alcune etimologie fantasiose, soprattutto nel Cratilo, o di Erodoto.